# Andrena illyrica
Andrena illyrica är en biart som beskrevs av Warncke 1975. Andrena illyrica ingår i släktet sandbin, och familjen grävbin. Inga underarter finns listade i Catalogue of Life.